# 黃體鏢鱸
黃體鏢鱸為輻鰭魚綱鱸形目鱸亞目河鱸科的其中一種，分布於美國田納西河、Cumberland河、Harpeth河、水牛河等流域，體長可達7公分，棲息在礫石底質溪流、水塘。